# Bård
Bård ist ein norwegischer männlicher Vorname.

## Herkunft und Bedeutung
Bård ist eine norwegische Form des altnordischen Namens Bárðr, der seinerseits von den Elementen baðu („Schlacht“) und friðr („Frieden“) abgeleitet war.

## Namensträger

### Vorname
- Bård Breien (* 1971), norwegischer Filmregisseur und Drehbuchautor
- Bård Breivik (1948–2016), norwegischer Bildhauer
- Bård G. Eithun (* 1974), norwegischer Schlagzeuger
- Bård Jørgen Elden (* 1968), norwegischer Nordischer Kombinierer
- Bård Finne (* 1995), norwegischer Fußballspieler
- Bård Guttormsson (~1150–1194), führende Person im Norwegischen Bürgerkrieg
- Bård Hoksrud (* 1973), norwegischer Politiker
- Bård Tufte Johansen (* 1969), norwegischer Komiker, Drehbuchautor und Moderator
- Bård Mjølne (* 1971), norwegischer Biathlet
- Bård Nesteng (* 1979), norwegischer Bogenschütze
- Bård Vegar Solhjell (* 1971), norwegischer Politiker
- Bård Ylvisåker (* 1982), norwegischer Musiker und Komiker des Duos Ylvis

### Familienname
- Anna Bård (* 1980), dänische Schauspielerin und Model